# Ann Van Elsen
Ann Van Elsen (n. 27 de diciembre de 1979 en Mol, Bélgica) es una modelo y personalidad de televisión de Mol, Amberes en Bélgica. Fue coronada Miss Bélgica en 2002.

## Biografía
Después de terminar sus estudios de Marketing, Van Elsen obtuvo su Maestría en Economía en 2006. 

### Carrera
Van Elsen apareció en la portada de una revista cuando esa revista había elegido una fotografía de un lector para que aparecería en la portada. Esto inspiró a entrar en concursos de belleza como Miss Antwerp, Miss Bélgica y Miss Universo

### Televisión
En televisión, Van Elsen ha presentado varios programas en Bélgica, incluyendo Mediamadammen, Huizenjacht, Onder Hoogspanning, De Brandkast, Supertalent In Vlaanderen y Summerdate. 

### Playboy
Apareció en la edición de enero de 2008 de Playboy.

### Familia
Estaba casada con Gunter Van Handenhoven hasta 2012, quién es el hermano de la cantante Sandrine Van Handenhoven.